# Wielki Salon w Warszawie
Wielki Salon w Warszawie, zwany również „Altaną” – nieistniejąca współcześnie, wysoka na 21 metrów glorieta znajdująca się w warszawskim Ogrodzie Saskim na Osi Saskiej, na tyłach pałacu Saskiego. 

## Historia
Budowla została wzniesiona na polecenie króla Polski Augusta II Mocnego, około 1724 roku. Jego projektant nie jest znany, ale przypuszczalnie mógł to być Carl Friedrich Pöppelmann lub Zacharias Longuelune. Był to murowany gmach o wysokości około 21 metrów, z trzema dużymi prześwitami i lożami na piętrze dla muzyków i widzów. W jego bocznych salkach znajdowały się pomieszczenia do biesiady i odpoczynku, natomiast powyżej umieszczono loże muzyczne. Wielki Salon posiadał wejście na dach będący jednocześnie tarasem, z którego można było podziwiać całą kompozycję Osi Saskiej. Wielki Salon był szczególnie widoczny z drogi dojazdowej do Warszawy od zachodu, którą z Drezna przybywali goście do króla. W formie Wielki Salon przypominał łuk triumfalny z arkadami, belkowaniem z detalami i dekoracjami. Budynek pełnił także funkcję ogrodowej sali balowej i był wykorzystywany głównie do uroczystości dworskich, w czasie których m.in. rozsuwano dach i odpalano fajerwerki. W czasie jednego z takich występów doszło do niekontrolowanej eksplozji, podczas której pawilon uległ uszkodzeniu.  
W 1775 i 1789 roku został wyremontowany. Przypuszczalnie wtedy jego architektura została uproszczona i usunięto z dachu i attyki rzeźby. Na początku XIX wieku był używany jako letni pawilon cukierni Lessla. 
Będący już w złym stanie Wielki Salon został zniszczony w 1817 roku.
W 2017 pomysł odbudowy Wielkiego Salonu na Pomnik Bitwy Warszawskiej do dyskusji przedstawił w jednym ze swoich filmów popularyzator architektury inż. Radosław Gajda. Obecnie na miejscu Wielkiego Salonu znajduje się trawnik.

## Galeria

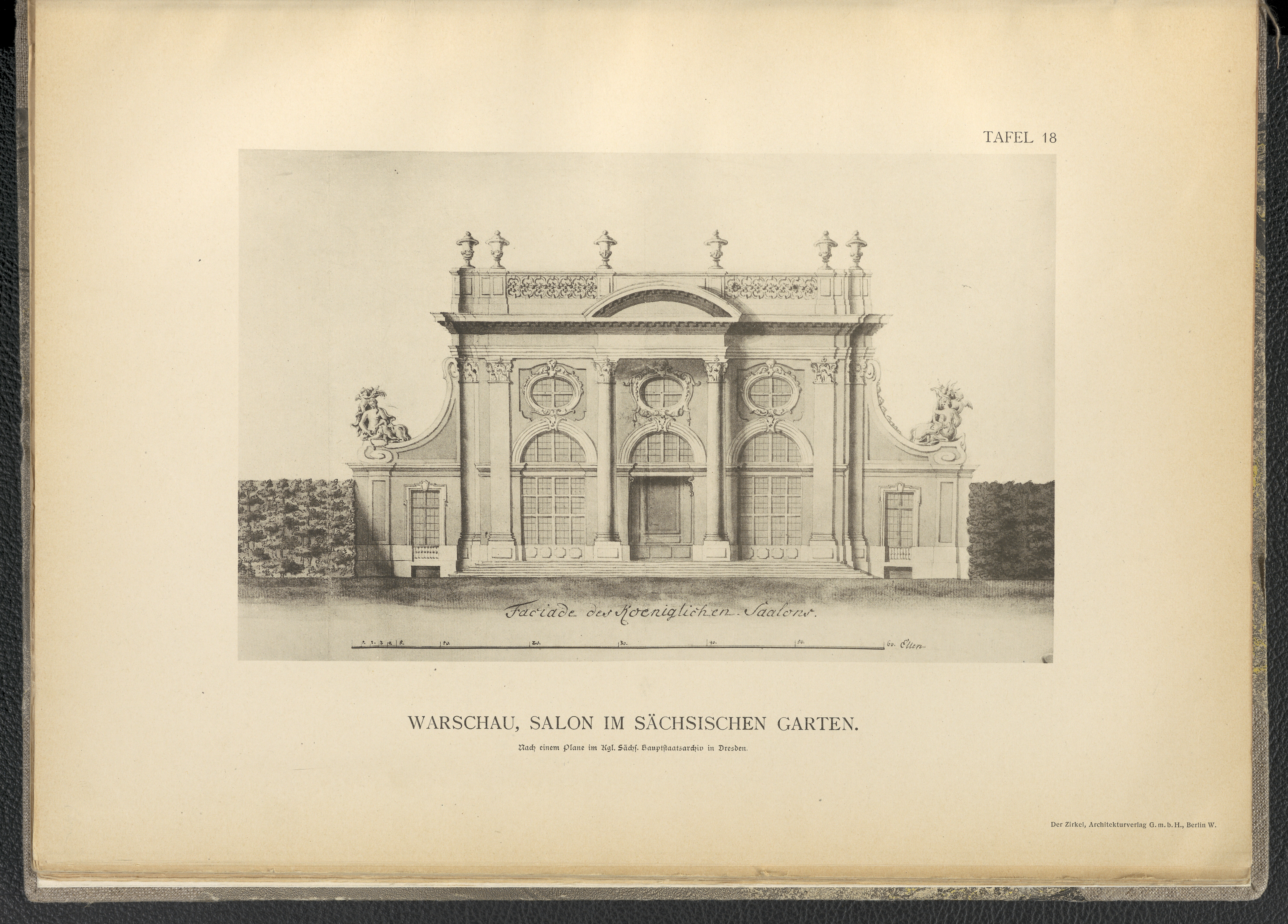
Wielki Salon w połowie XVIII wieku
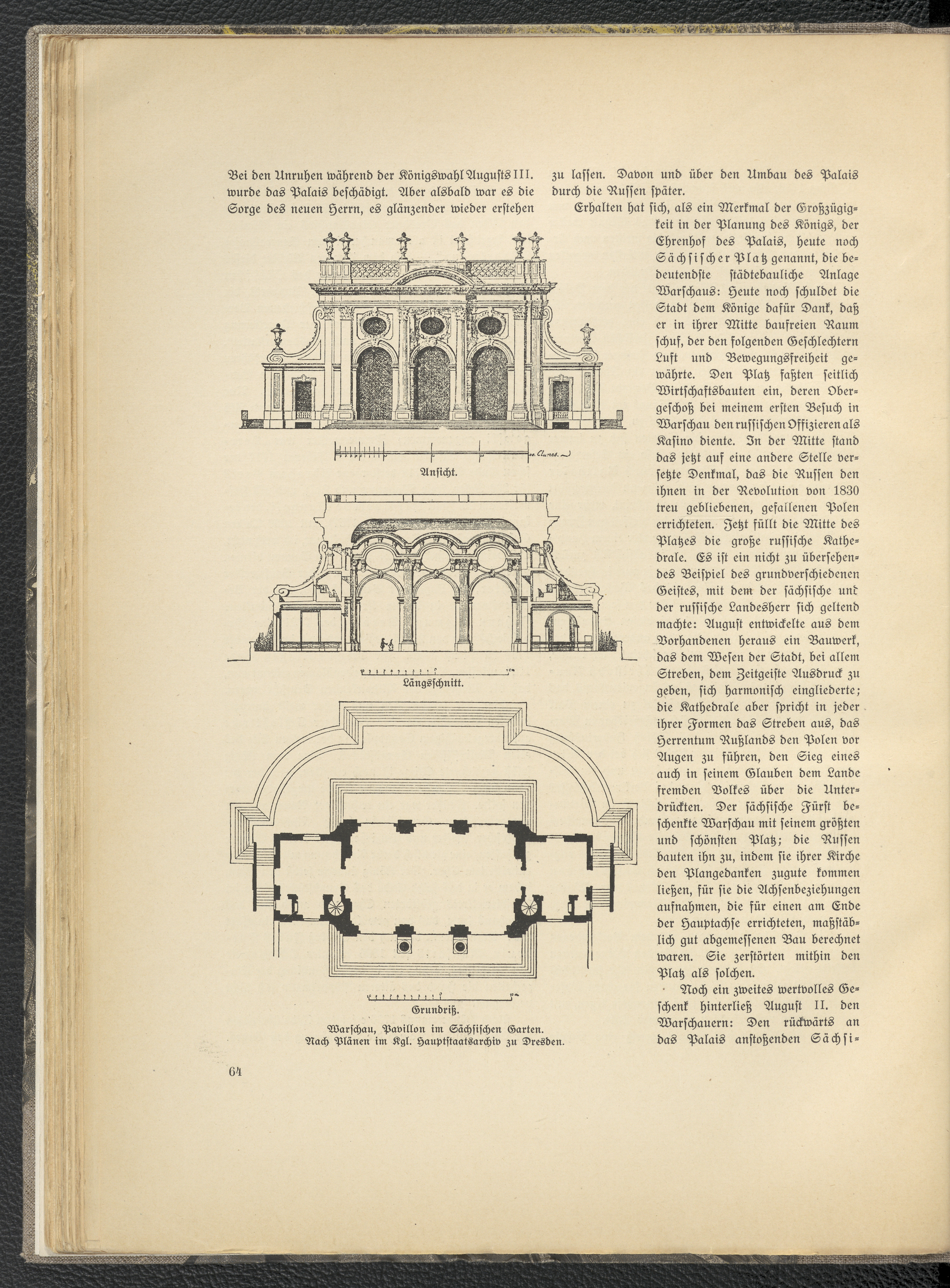
Wielki Salon w połowie XVIII wieku
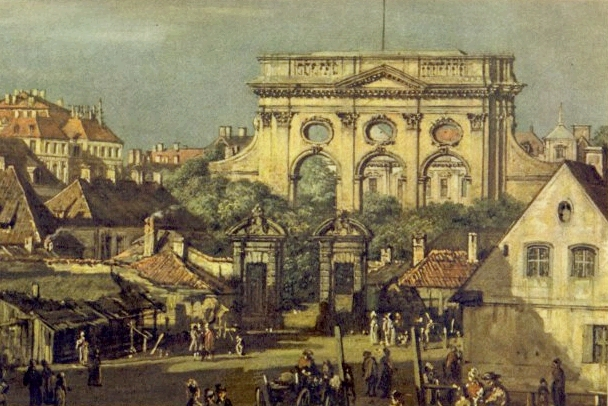
Wielki Salon pod koniec XVIII wieku
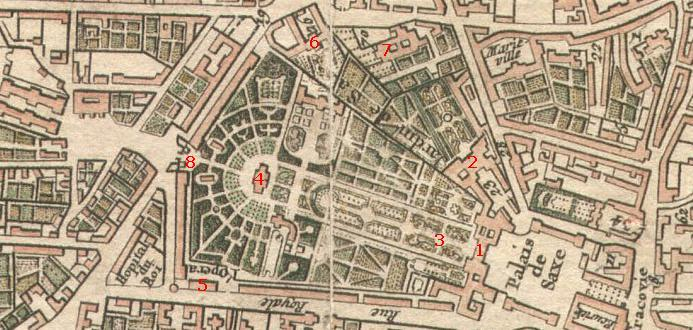
Plan Warszawy z końca XVIII wieku, zaznaczony Wielki Salon (4)